# Sutton (Irlande)
Pour les articles homonymes, voir Sutton.
Sutton (irlandais : Cill Fhionntáin), est un quartier résidentiel de la banlieue nord dublinoise, situé à 12 km à peu près du centre ville.
Il est entouré de plages et est un paradis pour les friands de golf et les amateurs de promenades au bord de la mer.
Sutton est accessible en empruntant le DART - réseau ferroviaire de la banlieue.

## Personnalités liées
- Harriet Kirkwood, (1880 - 1953), peintre, y naquit